# Costa Coffee
Costa Coffee je kavárenský řetězec se sídlem ve Spojeném království. Společnost byla založena v roce 1971 bratry Sergiem a Brunem Costa jako dodavatel kávy pro kavárny a také jako řetězec kaváren. Od roku 1995 byla společnost Costa Coffee dceřinou společností společnosti Whitbread a od této fúze se společnost rozrostla do celkem 1700 kaváren ve VB i v zahraničí. V roce 2010 byl hlavním managerem společnost John Derkach a COO byl Adrian Johnson. V roce 2018 řetězec koupila Coca-Cola a celý proces nákupu byl dokončen v první polovině roku 2019.

## Historie
Bratři Bruno a Sergio Costa založili první pražírnu kávy v Lambeth v Londýně v roce 1971, dodávali místním dodavatelům a kavárnám svoji pomalu praženou kávu s příchutí mocha Italia. V roce 1978 začali bratři Costa s provozováním vlastního řetězce kaváren a první kavárnu otevřeli na ulici Vauxhall Bridge v Londýně.
V roce 1995 byla společnost začleněna do společnosti Whitbread a nyní je tak pobočkou Whitbread Company. V roce 2009 společnost oslavila otevření tisící kavárny, tato kavárna se nachází v Cardiffu a v té době již společnost byla největším kavárenským řetězcem ve Velké Británii. V roce 2010 společnost zakoupila řetězec coffeeheaven, který má silné zastoupení ve střední a východní Evropě, nákup 79 kaváren proběhl za 36 milionů liber. V roce 2010 byl řetězec Costa Coffee v Británii předstižen řetězcem Starbucks, který získal 37,6 % trhu.

## Lokace

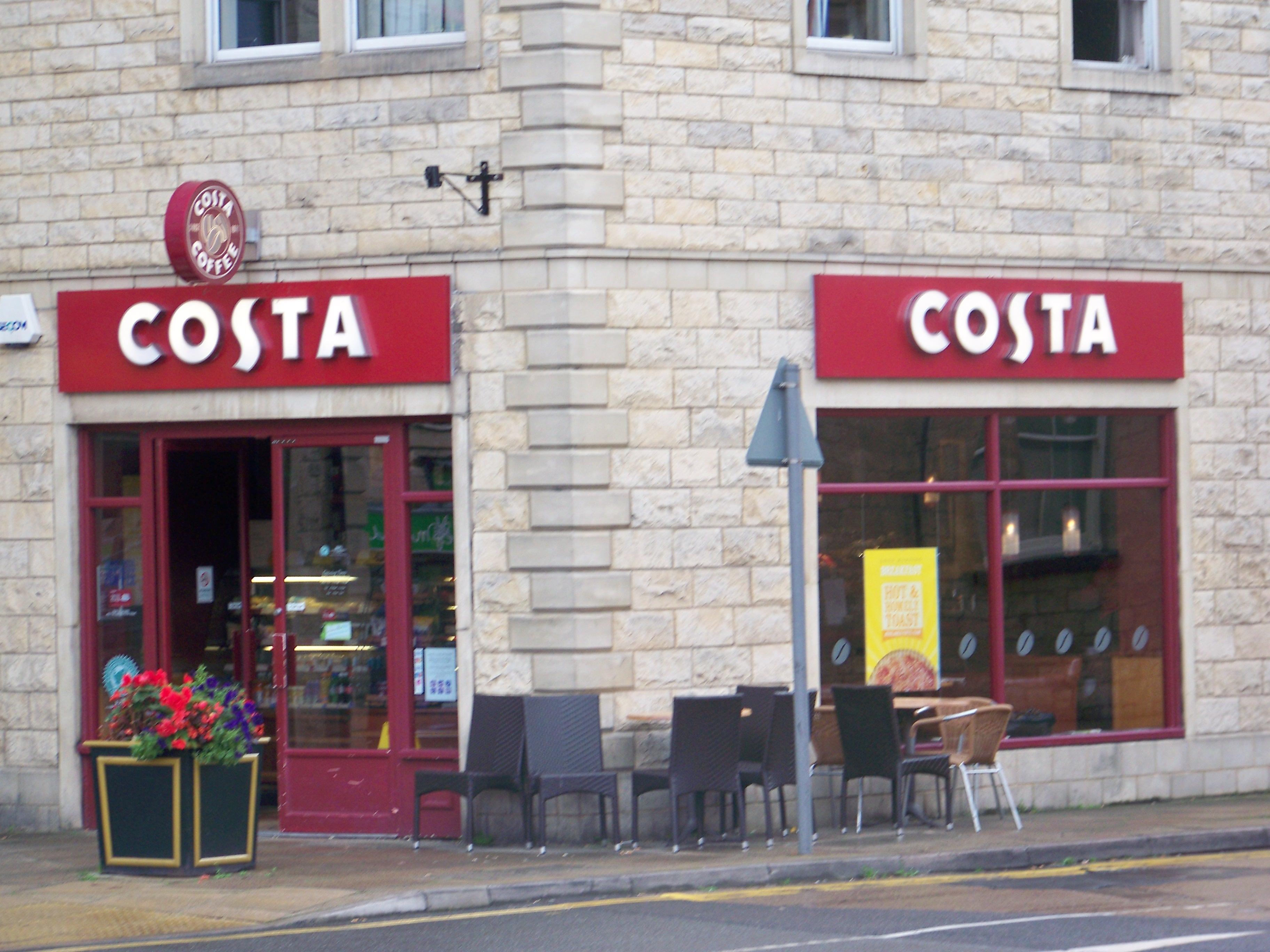
Kavárna Costa Coffee ve Wetherby, West Yorkshire

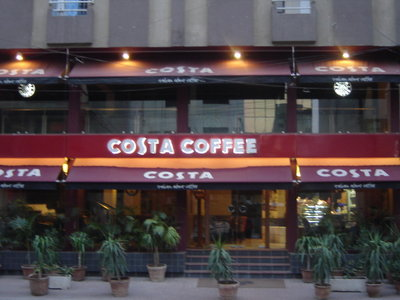
Costa Coffee v Karáčí v Pákistánu

Costa Coffee má k lednu 2011 přibližně 1175 kaváren ve Velké Británii, je tak největším řetězcem v Británii. Mimo Velkou Británii má řetězec 442 kaváren v 28 zemích celého světa.
Kavárny této společnosti lze najít na letištích či v knihovnách společnosti Waterstone’s, v obchodech WHSmith, v prodejnách zahradnických potřeb společnosti Homebase, v hotelech společnosti Mariott Hotels, v kinech společnosti Odeon Cinemas, v obchodech společnosti Tesco, v restauracích Pizza Hut, v restauracích Beefeater Pubs, v motorestech společnosti Moto a RoadChef a v některých kancelářských budovách. Menší jednotky kaváren jsou i na zastávkách vlaků a letištích po VB. Costa Coffee má také malé kavárny umístěné v kancelářských centrem mimo městskou zástavbu často spolu s dalšími prodejci jídla. Největší zahraniční pobočka je v Dubaji a zaměstnává 328 lidí.

### Země, ve kterých společnost působí
- Bahrajn
- Bulharsko
- Černá Hora
- Česko
- Čína
- Egypt
- Chorvatsko
- Indie
- Irsko
- Jordánsko
- Katar
- Kuvajt
- Kypr
- Litva
- Libanon
- Maďarsko
- Řecko
- Omán
- Pákistán
- Polsko
- Rumunsko
- Rusko
- Saúdská Arábie
- Spojené arabské emiráty
- Srbsko
- Slovinsko
- Sýrie
- Turecko
- Spojené království

## Produkce kávy
Costa má vlastní pražírnu a zaměstnává jediné tři italské hlavní pražiče ve VB.[zdroj?] Příchuť servírovaná v kavárnách je známá jako “Mocha Italia”. Costa Coffee zaměstnává i ochutnavače kávy Gennaro Pelliccia, jeho jazyk je pojištěn u společnosti Lloyd’s v Londýně na 10 milionů liber.

## Costa Book Awards
Od roku 2006 je společnost Costa Coffee sponzorem Whitbread Book Awards, od té doby jsou nazývány Costa Book Awards.